# 231. Infanterie-Division (Wehrmacht)
La 231. Infanterie-Division fu una divisione dell'esercito tedesco attiva durante la seconda guerra mondiale, che venne creata nell'agosto 1939 e sciolta nel luglio 1940.

## Storia
La divisione fu istituita il 26 agosto 1939 a Norimberga e dopo la formazione fu schierata nella zona tra il Saar ed il Palatinato, a nord di Kaiserslautern come riserva. Nel novembre 1939 fu trasferita in Polonia e utilizzata come forza di occupazione e all'inizio della campagna di Francia fu spostata nuovamente a ovest, nell'area di addestramento militare di Ohrdruff. Dopo che la campagna si concluse, la divisione fu sciolta il 31 luglio 1940 e distribuita alla 20. Panzer-Division e alle unità di guardia per i campi di prigionia.

## Ordine di battaglia
- Infanterie-Regiment 302
- Infanterie-Regiment 319
- Infanterie-Regiment 342
- Artillerie-Regiment 231
- Pionier-Bataillon 231
- Feldersatz-Bataillon 231
- Panzerabwehr-Abteilung 231
- Aufklärungs-Abteilung 231
- Infanterie-Divisions-Nachrichten-Abteilung 231
- Infanterie-Divisions-Nachschubführer 231[1]

## Comandanti
- Generalleutnant (Hans Schönhärl 26 agosto 1939 - 31 luglio 1940)[1]